# 313 (liczba)
313 (trzysta trzynaście) – liczba naturalna następująca po 312 i poprzedzająca 314.

## W matematyce
313 to:
- liczba pierwsza o podstawie 5.
- bliźniacza liczba pierwsza z 311
- wyśrodkowana liczba kwadratowa[1].
- liczba pierwsza z pełnym powtórzeniem (i najmniejsza liczba, która jest liczbą pierwszą z pełnym powtórzeniem o podstawie 10, ale nie o podstawie od 2 do 9)
- liczba pierwsza pitagorejska.
- palindromiczna liczba pierwsza zarówno w systemie dziesiętnym, jak i binarnym.
- wesoła liczba[2].
- liczba Armstronga - o podstawie 4 ( 3×4 2 + 1×4 1 + 3×4 0 = 3 3 + 1 3 + 3 3 )
- liczba pierwsza Lucasa[3].